# Khaled Mashal
Khaled Mashal (arap.: خالد مشعل), (Ramallah, 28. svibnja 1956.), predsjednik je palestinske sunitsko-islamističke fundamentalističke organizacije, kao i predsjedavajući sirijskog ogranka Hamasa. Živi u egzilu u Damasku.
Mashal je rođen u Ramallahi, ali je odrastao u Kuvajtu, gdje je obitelj pobjegla 1967. Studirao je fiziku i postao član Muslimanskog bratstva. U Jordan seli 1990., i postaje vremenom jedan od vođa Hamasa. Izraelski agenti su 1997. pokušali izvršiti atentat na njega. Atentat nije uspio, dok su agenti uhićeni i kasnije zamijenjeni za tadašnjeg vođu Hamasa Ahmeda Jasina. Mashal je i dalje napredovao u Hamasu, ali otkad su Izraelci likvidirali dvojicu Hamasovih vođa 1994., Hamas službeno nema nekog vođu. Mashal se ipak neslužbeno smatra vođom Hamasa i glasnogovornikom političkog ogranka Hamasa. Prema izraelskim izvorima odgovoran je za više samoubilačkih bombaških napada u Izraelu i, među ostalim, za otmicu jednog izraelskog vojnika u pojasu Gaze.